# Untreue (Österreich)
Das österreichische Strafgesetzbuch definiert die mit Freiheits- oder mit Geldstrafe bedrohte Untreue in § 153 StGB als Zufügung eines Vermögensnachteils, indem man einer durch Gesetz, behördlichen Auftrag oder Rechtsgeschäft eingeräumte Befugnis, über fremdes Vermögen zu verfügen oder einen anderen zu verpflichten, wissentlich missbraucht.